# Múli
Múli [ˈmʉulɪ] és una localitat situada al nord-est de l'illa de Borðoy, a les illes Fèroe. Forma part del municipi de Hvannasund. El 2014 va perdre l'únic habitant que tenia i avui (2019) no hi viu ningú.

## Geografia
La localitat es troba a la costa nord-est de l'illa de Borðoy, sobre les aigües de l'estret de Hvannasund. A l'altre cantó de l'estret es poden veure les cases de Viðareiði, a l'illa de Viðoy. Els rius Litlá i Matará creuen el poble. Muntanyes de fins a més de 700 metres separen el lloc de la costa oest de l'illa; destaca el cim del Klivsdalur, de 747 metres.
La carretera 743 connecta les cases de Múli amb Norðepil, al sud, resseguint la costa est de l'illa en un recorregut de 6 km.

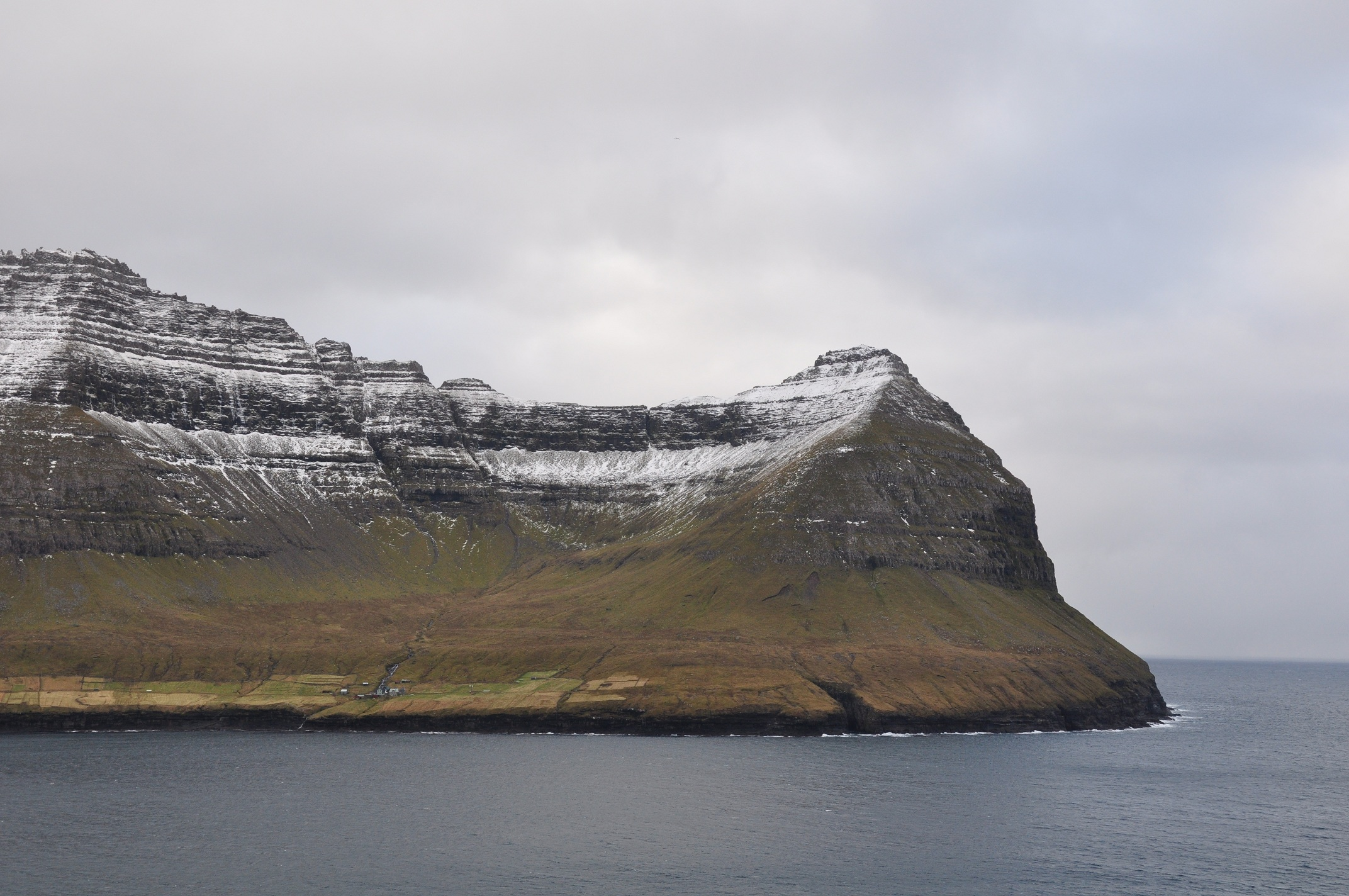
Extrem nord-est de l'illa de Borðoy, amb les cases de Múli.

## Història
L'aparició més antiga de Múli a la documentació la trobem a l'anomenat Hundabrævið, un codi del segle xiv que pretenia regular la tinença de gossos a l'arxpèlag. Un dels bruixots més famosos de les Illes Fèroe fou Guttorm í Múla (1657-1739). Resident de Múli, sovint la gent de les illes li demanava ajuda pels seus poders sobrenaturals. El museu a l'aire lliure del Museu Nacional de Dinamarca, al nord de Copenhaguen, conté dues cases antigues de Múli que van ser desmuntades i reconstruïdes en el museu.